# Warth-Weiningen
Pour les articles homonymes, voir Weiningen.
Warth-Weiningen est une commune suisse du canton de Thurgovie.

## Patrimoine
La commune est fameuse pour son ancienne chartreuse d'Ittingen fondée au Moyen Âge et sécularisée en 1848. Elle abrite aujourd'hui entre autres le musée d'art de Thurgovie, le musée de la Chartreuse, deux hôtels et un restaurant, Zur Mühle.